# Латвийский военный контингент в Афганистане
Латвийский военный контингент в Афганистане (латыш. Latvijas Nacionālo bruņoto spēku kontingents Afganistānā) — подразделение вооружённых сил Латвии, созданное в 2001-2002 годы. В 2003 - 2014 гг. действовало в составе сил ISAF.

## История
Латвийский контингент был направлен в Афганистан в 2003 году. 
По состоянию на 1 августа 2013 года численность контингента составляла 141 военнослужащих.
28 декабря 2014 года командование НАТО объявило о том, что операция "Несокрушимая свобода" в Афганистане завершена. Тем не менее, боевые действия в стране продолжались и иностранные войска остались в стране - в соответствии с начатой 1 января 2015 года операцией «Решительная поддержка», хотя общая численность войск НАТО (в том числе, латвийского контингента) была уменьшена.
Изначально предполагалось, что после 2014 года в стране останется 30 военнослужащих Латвии, но в дальнейшем численность военного контингента была увеличена до 40 военнослужащих.
14 апреля 2021 года президент США Джо Байден объявил о планах начала вывода американских войск из Афганистана в мае 2021 с завершением этого процесса к 11 сентября 2021 года. В этот же день решение о выводе войск "в течение нескольких следующих месяцев" приняли страны НАТО.
15 апреля 2021 года министр обороны Латвии Артис Пабрикс подтвердил намерение Латвии прекратить участие в операции в Афганистане. В дальнейшем, отряды "Талибан" перешли в наступление и обстановка в стране осложнилась. Военнослужащие, оружие и иное военное имущество Латвии были эвакуированы из Афганистана и 3 июля 2021 года участие Латвии в военной операции было официально завершено.

## Результаты
В военной операции в Афганистане с 2003 до 3 июля 2021 года приняли участие несколько тысяч военнослужащих Латвии.
Потери латвийского контингента в Афганистане составляют 4 военнослужащих погибшими и 12 ранеными.
Финансовые расходы на участие в операции только в период с начала участия в 2003 году до сентября 2010 года составили 38 млн. латов.